# Eunée
Pour l’article ayant un titre homophone, voir Œnée.
Dans la mythologie grecque, Eunée (en grec ancien Εὔνηος / Eúnêos ou Εὔνεως / Eúneôs, aux beaux vaisseaux), fils de Jason et d'Hypsipyle, est roi de Lemnos.
Il ne prend pas part à la guerre de Troie, mais il contribue néanmoins au ravitaillement du camp grec en envoyant des vaisseaux chargés de vin (Iliade, VII, 465 et suiv.). Par ailleurs, c'est lui qui affranchit Lycaon (fils de Priam) alors que celui-ci est prisonnier, contre le prix soit d'un cratère en argent donné à Patrocle (chant XXIII, repris par Strabon), soit de cent bœufs donnés à Achille (chant XXI).
Selon Stace, il participe également à la course de chars lors des jeux funéraires d'Opheltès.

## Sources
- Pseudo-Apollodore, Bibliothèque [détail des éditions] [lire en ligne] (I, 9, 17).
- Homère, Iliade [détail des éditions] [lire en ligne] (VII, 465 et suiv. ; XXIII, 742 et suiv.).
- Quintus de Smyrne, Suite d'Homère [détail des éditions] [lire en ligne] (IV, 383).
- Stace, Thébaïde [détail des éditions] [lire en ligne] (VI, 343 et 644).
- Strabon, Géographie [détail des éditions] [lire en ligne] (I, 2, 38).